# Passeig i font de Can Casals
Passeig i font de Can Casals és un conjunt de Ripoll (Ripollès) protegit com a Bé Cultural d'Interès Local.

## Descripció
El conjunt es data al segle xx; el passeig va fer-se en dues etapes. Als anys trenta va construir-se la part que queda més al nord, amb la font i arbrat de diverses espècies. Una dècada més tard, va realitzar-se la part inferior incloent la capella de Sant Eudald.
Pel que fa a la font, es troba a l'interior d'una mina així que cal baixar una escala per accedir-hi. Hi ha diversos elements en aquest espai: un banc adossat als laterals i ceràmica de rajola granadina amb les dates 1912, 1935 i l'escut de Catalunya.